# Cisalak (Cisalak)
Cisalak is een bestuurslaag in het regentschap Subang van de provincie West-Java, Indonesië. Cisalak telt 5721 inwoners (volkstelling 2010).